# Гальперин, Мария Давидовна
Мария Давыдовна Гальперин (1903—1966) — советский нейрорентгенолог, доктор медицинских наук, профессор.

## Биография
В 1933 году была принята врачом-рентгенологом в Психоневрологический институт имени В. М. Бехтерева в Ленинграде, после защиты диссертации была назначена заведующей рентгено-радиологическим отделом института (возглавляла этот отдел до конца жизни). Диссертацию кандидата медицинских наук защитила в 1940 году, докторскую диссертацию по теме «Морфологические и функциональные изменения сосудов головного мозга при различных его заболеваниях в рентгеновском изображении (Клинико-экспериментальное ангиографическое исследование)» — в 1953 году.
Автор 120 научных работ по различным вопросам нейрорентгенологии и рентгенотерапии. В 1951 году её монография по ангиографии сосудистых и опухолевых заболеваний головного мозга была удостоена премии имени Н. Н. Бурденко. Впервые в СССР разработала методику послойного томографического исследования черепа и головного мозга при краниографии и пневмоэнцефалографии. Разработала показания к рентгенотерапии заболеваний центральной и периферической нервной системы.
Была первым медиком, оказавшим помощь С. М. Кирову после покушения на него (в это время она работала врачом амбулатории Смольного). Её воспоминания, переданные в редакцию «Ленинградской правды» в 1964 году, были напечатаны только в 1987 году (номер от 1 декабря). Ею же, в числе группы врачей, было подписано заключение о смерти С. М. Кирова от 1 декабря 1934 года.

## Публикации
- Ангиография головного мозга: Ангиографическая симптоматология опухолей больших полушарий. Л.: Медгиз, Ленинградское отделение, 1950. — 148 с.
- Рентгенодиагностика в клинике нервных и психических заболеваний / Проф. М. Д. Гальперин. Л.: Государственный научно-исследовательский психоневрологический институт имени В. М. Бехтерева, 1957. — 30 с.
- Клиническая нейрорентгенология / Ред. М. Д. Гальперин и Е. А. Терпугов. Л.: Государственный научно-исследовательский психоневрологический институт имени В. М. Бехтерева, 1963. — 375 с.